# Diocesi di Equizeto
La diocesi di Equizeto (in latino: Dioecesis Equizetentis) è una sede soppressa e sede titolare della Chiesa cattolica.

## Storia
Equizeto, identificabile con Lecourbe ossia Ouled-Agla nell'odierna Algeria, è un'antica sede episcopale della provincia romana della Mauritania Sitifense.
Sono due i vescovi noti di questa diocesi africana. Alla conferenza di Cartagine del 411, che vide riuniti assieme i vescovi cattolici e donatisti dell'Africa romana, partecipò per parte donatista il vescovo Vittore; la diocesi in quell'occasione non aveva vescovi cattolici.
Il secondo vescovo noto è Pacato, il cui nome appare all'11º posto nella lista dei vescovi della Mauritania Sitifense convocati a Cartagine dal re vandalo Unerico nel 484; Pacato, come tutti gli altri vescovi cattolici africani, fu condannato all'esilio.
Dal 1933 Equizeto è annoverata tra le sedi vescovili titolari della Chiesa cattolica; dal 27 novembre 2010 il vescovo titolare è Santo Loku Pio Doggale, vescovo ausiliare di Giuba.

## Cronotassi

### Vescovi residenti
- Vittore † (menzionato nel 411) (vescovo donatista)

- Pacato † (menzionato nel 484)

### Vescovi titolari
- Michael Rodrigues † (15 marzo 1964 - 12 ottobre 1964 deceduto)
- Juan Tarsicio Senner, O.F.M. † (19 agosto 1965 - 23 gennaio 1976 dimesso)
- Ronald Gerard Connors, C.SS.R. † (24 aprile 1976 - 20 luglio 1977 succeduto vescovo di San Juan de la Maguana)
- José Vittorio Tommasí † (19 novembre 1984 - 28 agosto 1991 nominato vescovo di Nueve de Julio)
- Juan Bautista Herrada Armijo, O. de M. † (30 novembre 1991 - 21 gennaio 2002 deceduto)
- Luis Antonio Nova Rocha † (15 febbraio 2002 - 13 novembre 2010 nominato vescovo di Facatativá)
- Santo Loku Pio Doggale, dal 27 novembre 2010